# Jerzy Półjanowicz
Jerzy Półjanowicz (ur. 9 czerwca 1952 w Folwarkach Tylwickich) – polski inżynier, samorządowiec, były wicewojewoda (2001–2005) i p.o. wojewody podlaskiego (2005–2006).

## Życiorys
Ukończył Technikum Geodezyjne w Białymstoku (1971), następnie studia na Politechnice Białostockiej (1976), uzyskując dyplom inżyniera budownictwa lądowego. Pracował krótko w Okręgowym Przedsiębiorstwie Geodezyjno-Kartograficznym w Białymstoku, a po studiach w Białostockim Kombinacie Budowlanym. Od 1983 był związany z białostocką Spółdzielnią Mieszkaniową „Słoneczny Stok”, gdzie doszedł do stanowiska wiceprezesa zarządu. W latach 1994–2001 pracował w oddziale regionalnym PKO BP S.A. (m.in. jako zastępca dyrektora).
W latach 1988–1990 pełnił funkcję przewodniczącego Miejskiej Rady Narodowej w Białymstoku, od 1994 sprawował mandat radnego rady miejskiej, od 1998 przewodniczył Klubowi Radnych Białostockiej Koalicji Samorządowej Lewica i Niezależni Razem. Później został działaczem Sojuszu Lewicy Demokratycznej.
W listopadzie 2001 został powołany na stanowisko wicewojewody podlaskiego. W październiku 2005 premier Marek Belka powierzył mu pełnienie obowiązków wojewody, w związku z wyborem Marka Strzalińskiego do Sejmu. Został odwołany w styczniu 2006.
Bez powodzenia kandydował w 2005 do Sejmu i w 2010 do sejmiku województwa podlaskiego. W latach 2012–2016 wchodził w skład zarządu krajowego SLD.

## Odznaczenia
Odznaczony m.in. Złotym Krzyżem Zasługi (2000).